# Chronologia eksploracji Układu Słonecznego
Chronologia eksploracji Układu Słonecznego. Kolejność według dat startów.
Kursywą oznaczono misje jeszcze trwające.

## 1941-1950
- 1942
  - V2 – broń odwetowa nr 2 – pierwszy w historii, udany konstrukcyjnie rakietowy pocisk balistyczny, skonstruowany przez zespół niemieckich konstruktorów pod kierunkiem Wernhera von Brauna w czasie II wojny światowej. Inna używana nazwa to A4.
- 1944
  - MW 18014 – 20 czerwca 1944 roku – pierwsza rakieta A4, która dotarła w kosmos (lot suborbitalny na wysokość 176 kilometrów).

## 1951-1960
- 1957
  - Sputnik 1 – 4 października 1957 – pierwszy sztuczny satelita Ziemi
  - Sputnik 2 – 3 listopada 1957 – orbiter Ziemi
  - Vanguard TV3 – 6 grudnia 1957 – próba wejścia na orbitę Ziemi (niepowodzenie przy starcie)
- 1958
  - Explorer 1 – 1 lutego 1958 – orbiter Ziemi
  - Explorer 2 – 5 marca 1958 – badania pasów van Allena (niepowodzenie przy starcie)
  - Vanguard 1C – 17 marca 1958 – orbiter Ziemi
  - Explorer 3 – 26 marca 1958 – badania pasów van Allena
  - Sputnik 3 – 15 maja 1958 – pierwsze automatyczne obserwatorium astrofizyczne
  - Explorer 4 – 26 lipca 1958 – pomiary cząstek naładowanych uwięzionych w ziemskich pasach radiacyjnych
  - Pioneer 0 – 17 sierpnia 1958 – próba wejścia na orbitę Księżyca (niepowodzenie przy starcie)
  - Explorer 5 – 24 sierpnia 1958 – obserwacje magnetosfery (niepowodzenie przy starcie)
  - Łuna 1958A – 23 września 1958 – próba uderzenia w powierzchnię Księżyca? (niepowodzenie przy starcie)
  - Pioneer 1 – 11 października 1958 – próba wejścia na orbitę Księżyca (niepowodzenie przy starcie)
  - Łuna 1958B – 12 października 1958 – próba uderzenia w powierzchnię Księżyca? (niepowodzenie przy starcie)
  - Pioneer 2 – 8 listopada 1958 – próba wejścia na orbitę Księżyca (niepowodzenie przy starcie)
  - Łuna 1958C – 4 grudnia 1958 – próba uderzenia w powierzchnię Księżyca? (niepowodzenie przy starcie)
  - Pioneer 3 – 6 grudnia 1958 – próba przelotu w pobliżu Księżyca (niepowodzenie przy starcie)
- 1959
  - Łuna 1 – 2 stycznia 1959 – pierwszy przelot w pobliżu Księżyca (próba uderzenia w powierzchnię Księżyca?)
  - Pioneer 4 – 3 marca 1959 – przelot w pobliżu Księżyca
  - Łuna 1959A – 16 czerwca 1959 – próba uderzenia w powierzchnię Księżyca? (niepowodzenie przy starcie)
  - Explorer 6 – 7 sierpnia 1959 – badanie przestrzeni kosmicznej

- - Łuna 2 – 12 września 1959 – pierwsze uderzenie w powierzchnię Księżyca
  - Łuna 3 – 4 października 1959 – przelot w pobliżu Księżyca
  - Explorer 7 – 13 października 1959 – badania geofizyczne
  - Pioneer P 3 – 26 listopada 1959 – próba umieszczenia statku na orbicie Księżyca (niepowodzenie przy starcie)

- 1960
  - Łuna 1960A – 15 kwietnia 1960 – próba przelotu w pobliżu Księżyca (niepowodzenie przy starcie)
  - Łuna 1960B – 18 kwietnia 1960 – próba przelotu w pobliżu Księżyca (niepowodzenie przy starcie)
  - Pioneer P-30 – 25 września 1960 – próba umieszczenia statku na orbicie Księżyca (niepowodzenie przy starcie)
  - Marsnik 1 (Mars 1960A) – 10 października 1960 – próba przelotu w pobliżu Marsa (niepowodzenie przy starcie)
  - Marsnik 2 (Mars 1960B) – 14 października 1960 – próba przelotu w pobliżu Marsa (niepowodzenie przy starcie)
  - Pioneer P-31 – 15 grudnia 1960 – próba wejścia na orbitę Księżyca (niepowodzenie przy starcie)

## 1961-1970
- 1961
  - Sputnik 7 – 4 lutego 1961 – próba uderzenia w powierzchnię Wenus
  - Wenera 1 – 12 lutego 1961 – przelot w pobliżu Wenus (utracono kontakt)

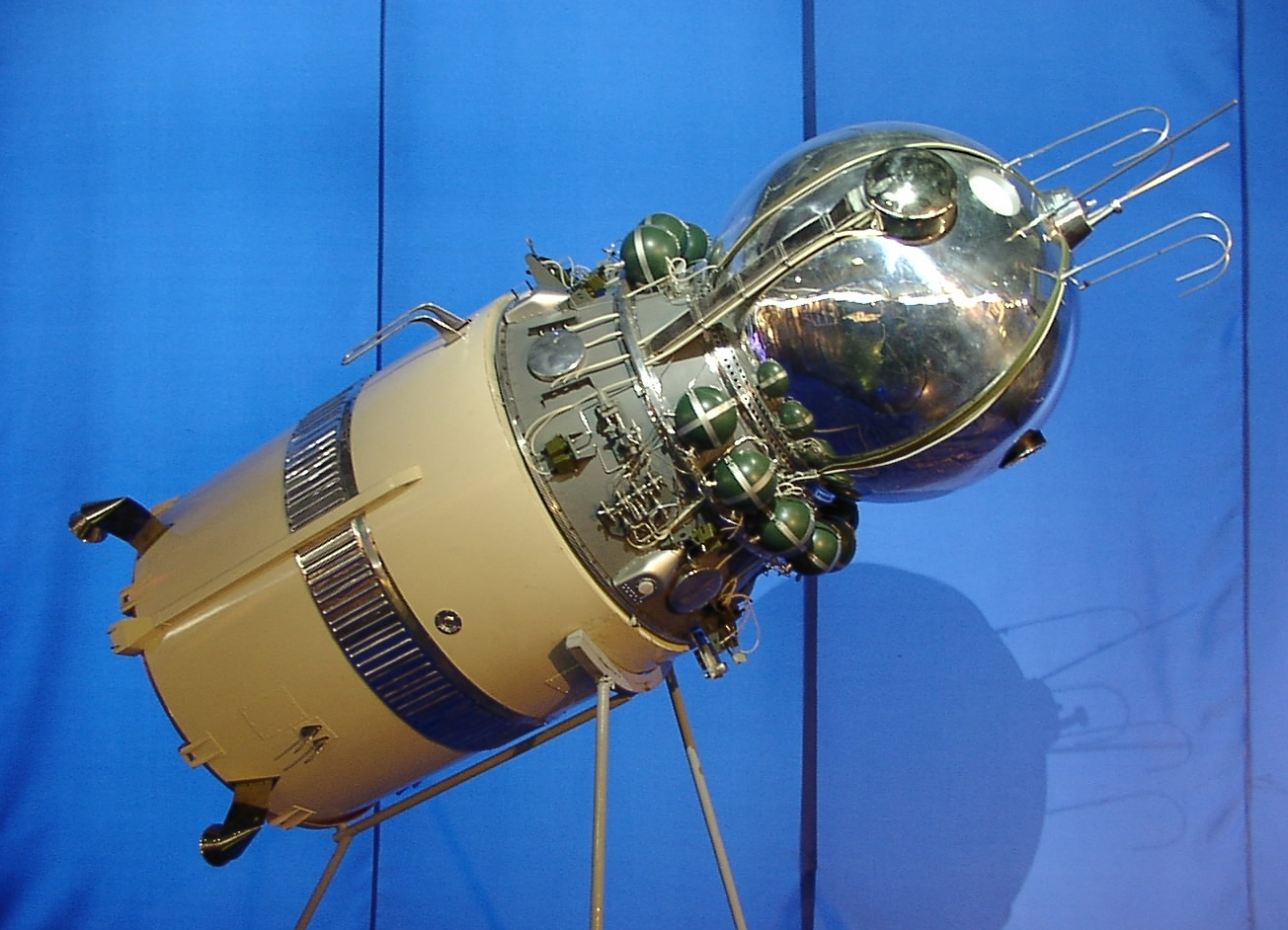
Wostok 1 – pierwszy załogowy lot po orbicie Ziemi

- - Wostok 1 – 12 kwietnia 1961 – pierwszy załogowy orbiter Ziemi
  - Ranger 1 – 23 sierpnia 1961 – nieudana próba lotu do Księżyca (niepowodzenie przy starcie)
  - Ranger 2 – 18 listopada 1961 – nieudana próba lotu do Księżyca (niepowodzenie przy starcie)
- 1962
  - Ranger 3 – 26 stycznia 1962 – próba uderzenia w powierzchnię Księżyca
  - Ranger 4 – 23 kwietnia 1962 – uderzenie w powierzchnię Księżyca
  - Ariel 1 – 26 kwietnia 1962 – badanie ziemskiej jonosfery
  - Mariner 1 – 22 lipca 1962 – nieudana misja przelotu w pobliżu Wenus (niepowodzenie przy starcie)

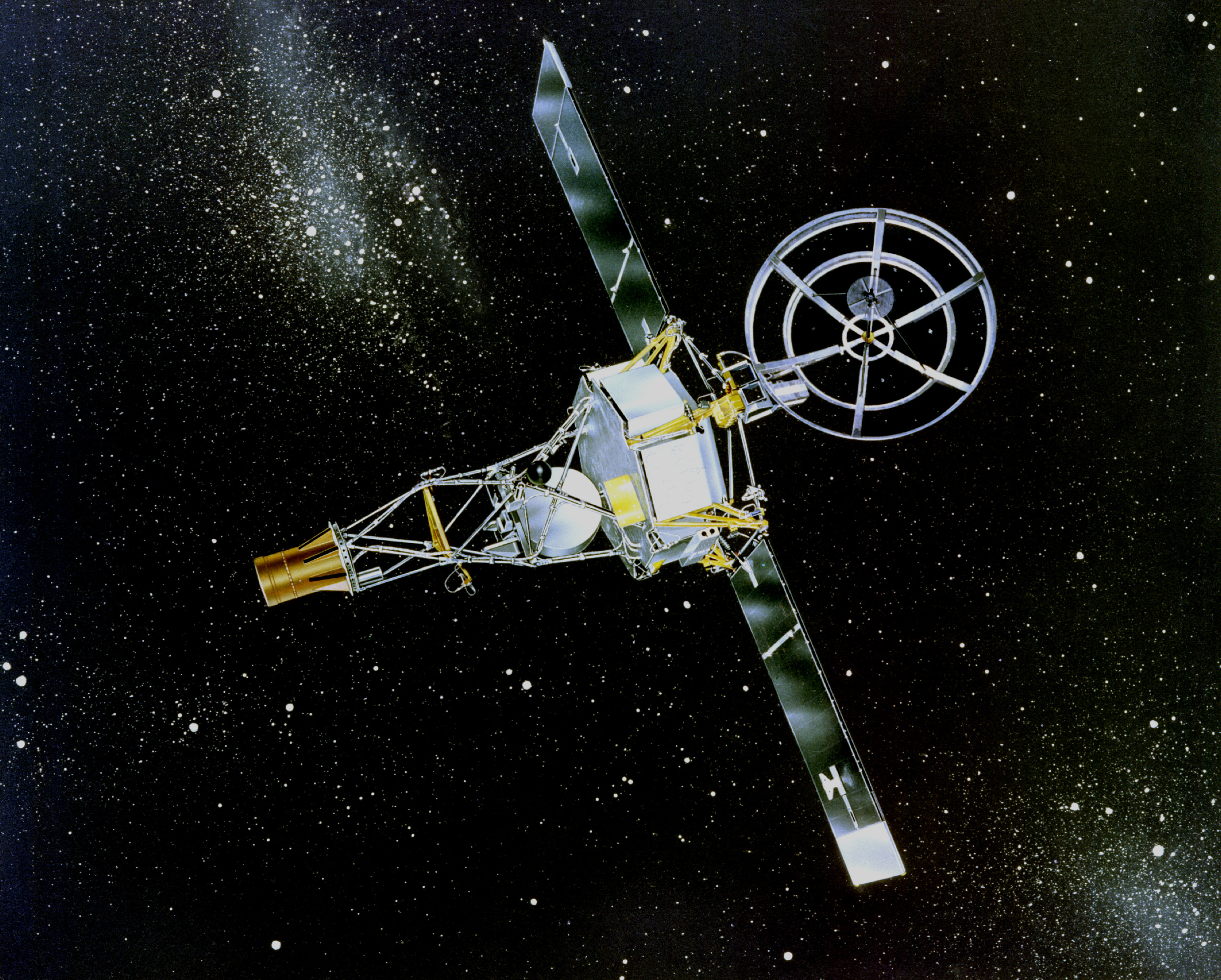
Mariner 2 pierwszy udany przelot w pobliżu Wenus

- - Sputnik 19 – 25 sierpnia 1962 – nieudana misja przelotu w pobliżu Wenus (z powodu awarii pozostała na orbicie okołoziemskiej)
  - Mariner 2 – 27 sierpnia 1962 – pierwszy przelot w pobliżu Wenus
  - Sputnik 20 – 1 września 1962 – nieudana misja przelotu w pobliżu Wenus (z powodu awarii sonda pozostała na orbicie okołoziemskiej)
  - Sputnik 21 – 12 września 1962 – nieudana misja przelotu w pobliżu Wenus (eksplozja podczas wynoszenia)
  - Alouette 1 – 29 września 1962 – badania jonosfery
  - Ranger 5 – 18 października 1962 – próba uderzenia w powierzchnię Księżyca (sonda minęła Księżyc)
  - Sputnik 22 – 24 października 1962 – próba przelotu w pobliżu Marsa
  - Mars 1 – 1 listopada 1962 – próba przelotu w pobliżu Marsa (utrata kontaktu)
  - Sputnik 24 – 4 listopada 1962 – próba lądowania na Marsie (rakieta nośna eksplodowała na orbicie)
- 1963
  - Sputnik 25 – 4 stycznia 1963 – próba lądowania na Księżycu
  - Łuna 1963B – 2 lutego 1963 – próba lądowania na Księżycu (niepowodzenie przy starcie)
  - Łuna 4 – 2 kwietnia 1963 – próba lądowania na Księżycu
  - Kosmos 21 – 11 listopada 1963 – lot testowy dla serii Wenera? (na skutek awarii sonda nie opuściła orbity okołoziemskiej)
- 1964
  - Ranger 6 – 30 stycznia 1964 – uderzenie w powierzchnię Księżyca (sonda nie wykonała zdjęć – awaria kamer)
  - Wenera 1964A – 19 lutego 1964 – próba przelotu w pobliżu Wenus (niepowodzenie przy starcie)
  - Wenera 1964B – 1 marca 1964 – próba przelotu w pobliżu Wenus (niepowodzenie przy starcie)
  - Łuna 1964A – 21 marca 1964 – próba lądowania na Księżycu (niepowodzenie przy starcie)
  - Kosmos 27 – 27 marca 1964 – próba przelotu w pobliżu Wenus (sonda nie opuściła orbity okołoziemskiej)
  - Ariel 2 – 27 marca 1964 – badanie galaktycznego szumu radiowego
  - Zond 1 – 2 kwietnia 1964 – przelot w pobliżu Wenus (utrata kontaktu)
  - Łuna 1964B – 20 kwietnia 1964 – próba lądowania na Księżycu (niepowodzenie przy starcie)
  - Zond 1964A – 4 czerwca 1964 – próba przelotu w pobliżu Księżyca (niepowodzenie przy starcie)
  - Ranger 7 – 28 lipca 1964 – uderzenie w powierzchnię Księżyca

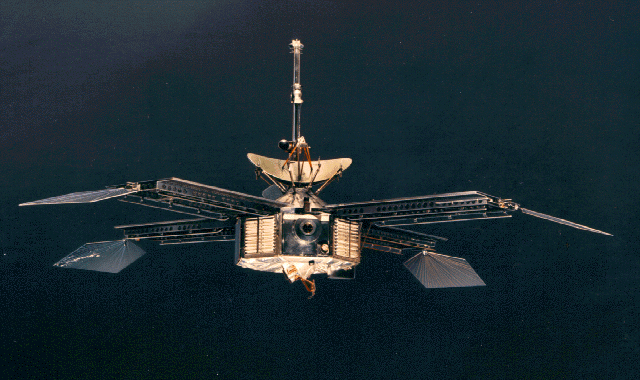
Mariner 4 – pierwszy przelot w pobliżu Marsa

- - Mariner 3 – 5 listopada 1964 – próba przelotu w pobliżu Marsa
  - Mariner 4 – 28 listopada 1964 – pierwszy przelot w pobliżu Marsa
  - Zond 2 – 30 listopada 1964 – przelot w pobliżu Marsa (utrata kontaktu)
- 1965
  - Ranger 8 – 17 lutego 1965 – uderzenie w powierzchnię Księżyca
  - Kosmos 60 – 12 marca 1965 – próba lądowania na Księżycu
  - Ranger 9 – 21 marca 1965 – uderzenie w powierzchnię Księżyca
  - Łuna 1965A – 10 kwietnia 1965 – próba lądowania na Księżycu (?) (niepowodzenie przy starcie)
  - Łuna 5 – 9 maja 1965 – uderzenie w powierzchnię Księżyca (próba miękkiego lądowania)
  - Łuna 6 – 8 czerwca 1965 – próba lądowania na Księżycu
  - Zond 3 – 18 lipca 1965 – przelot w pobliżu Księżyca
  - Łuna 7 – 4 października 1965 – uderzenie w powierzchnię Księżyca (próba miękkiego lądowania)
  - Wenera 2 – 12 listopada 1965 – przelot w pobliżu Wenus (utracono kontakt)

- - Wenera 3 – 16 listopada 1965 – lądowanie na Wenus (utracono kontakt); pierwsze uderzenie w Wenus
  - Kosmos 96 – 23 listopada 1965 – próba lądowania na Wenus (?)
  - Wenera 1965A – 23 listopada 1965 – próba przelotu w pobliżu Wenus (niepowodzenie przy starcie)
  - Łuna 8 – 3 grudnia 1965 – uderzenie w powierzchnię Księżyca (próba miękkiego lądowania?)
- 1966
  - Łuna 9 – 31 stycznia 1966 – pierwsze lądowanie na Księżycu
  - Kosmos 111 – 1 marca 1966 – próba wejścia na orbitę Księżyca (?)
  - Łuna 10 – 31 marca 1966 – pierwszy statek na orbicie Księżyca
  - Łuna 1966A – 30 kwietnia 1966 – próba wejścia na orbitę Księżyca (?) (niepowodzenie przy starcie)
  - Surveyor 1 – 30 maja 1966 – lądowanie na powierzchni Księżyca
  - Explorer 33 – 1 lipca 1966 – próba wejścia na orbitę Księżyca
  - Lunar Orbiter 1 – 10 sierpnia 1966 – wejście na orbitę Księżyca
  - Łuna 11 – 24 sierpnia 1966 – orbiter Księżyca
  - Surveyor 2 – 20 września 1966 – próba lądowania na Księżycu
  - Łuna 12 – 22 października 1966 – orbiter Księżyca
  - Lunar Orbiter 2 – 6 listopada 1966 – orbiter Księżyca
  - Łuna 13 – 21 grudnia 1966 – lądowanie na Księżycu
- 1967
  - Lunar Orbiter 3 – 4 lutego 1967 – orbiter Księżyca
  - Surveyor 3 – 17 kwietnia 1967 – lądowanie na Księżycu
  - Ariel 3 – 5 maja 1967 – badania atmosfery
  - Lunar Orbiter 4 – 8 maja 1967 – orbiter Księżyca
  - Wenera 4 – 12 czerwca 1967 – pierwszy próbnik atmosferyczny Wenus
  - Mariner 5 – 14 czerwca 1967 – przelot w pobliżu Wenus
  - Kosmos 167 – 17 czerwca 1967 – niedoszła sonda Wenus, nie opuściła orbity okołoziemskiej
  - Surveyor 4 – 14 lipca 1967 – próba lądowania na Księżycu
  - Explorer 35 – 19 lipca 1967 – orbiter Księżyca
  - Lunar Orbiter 5 – 1 sierpnia 1967 – orbiter Księżyca
  - Surveyor 5 – 8 września 1967 – lądowanie na Księżycu

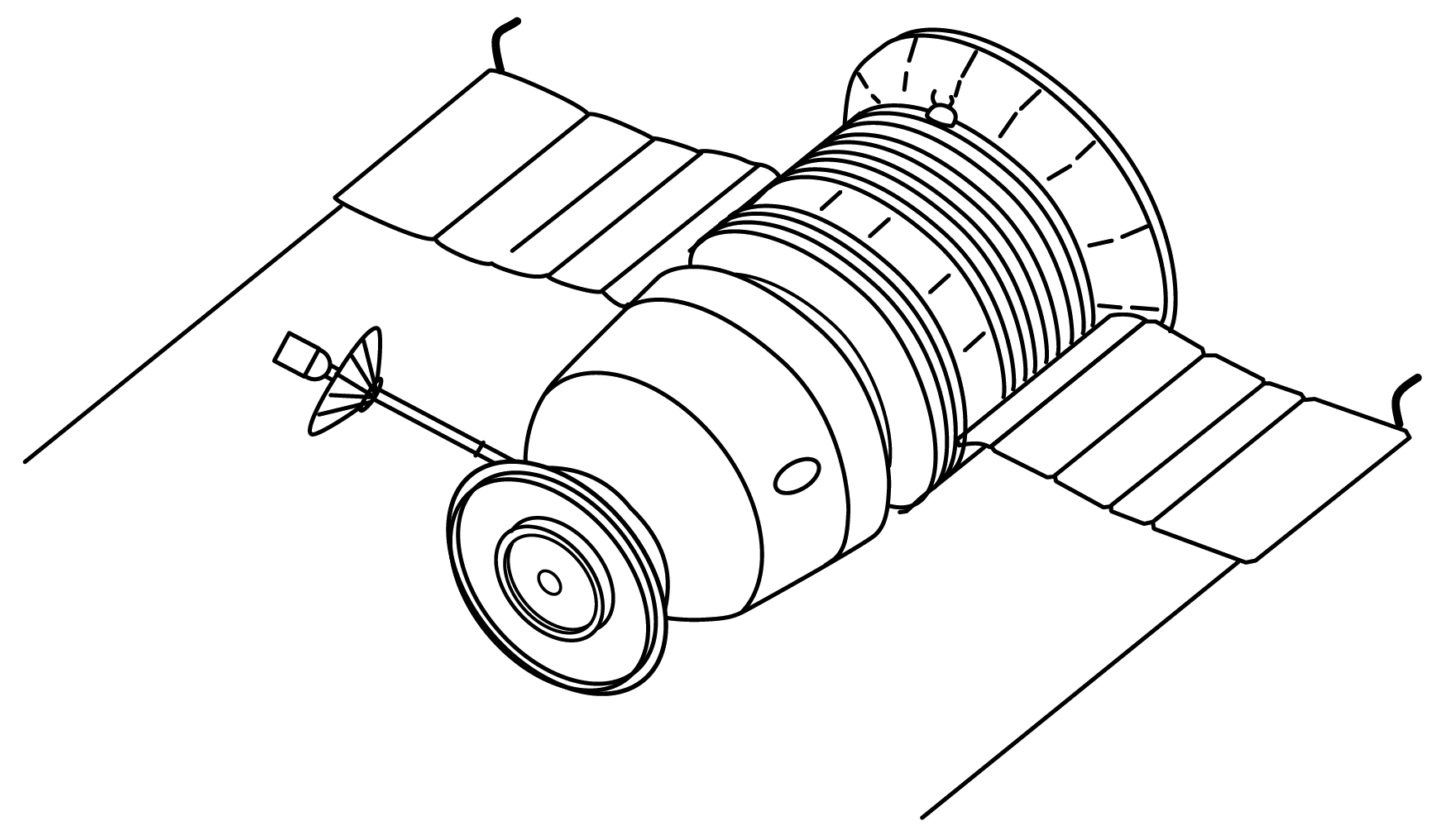
Zond 5 – pierwszy przelot wokół Księżyca i powrót na Ziemię

- - Zond 1967A – 28 września 1967 – nieudany lot próbny na Księżyc (problemy przy starcie)
  - Surveyor 6 – 7 listopada 1967 – lądowanie na Księżycu
  - Zond 1967B – 22 listopada 1967 – nieudany lot próbny na Księżyc (awaria rakiety przy starcie)
- 1968
  - Surveyor 7 – 7 stycznia 1968 – lądowanie na Księżycu
  - Łuna 1968A – 7 lutego 1968 – próba wejścia na orbitę Księżyca (niepowodzenie przy starcie)
  - Zond 4 – 2 marca 1968 – lot próbny w stronę Księżyca
  - Łuna 14 – 7 kwietnia 1968 – orbiter Księżyca
  - Zond 1968A – 23 kwietnia 1968 – lot próbny na Księżyc (?) (niepowodzenie przy starcie)
  - Zond 5 – 15 września 1968 – pierwszy przelot w wokół Księżyca i powrót na Ziemię
  - Zond 6 – 10 listopada 1968 – przelot w pobliżu Księżyca i powrót na Ziemię

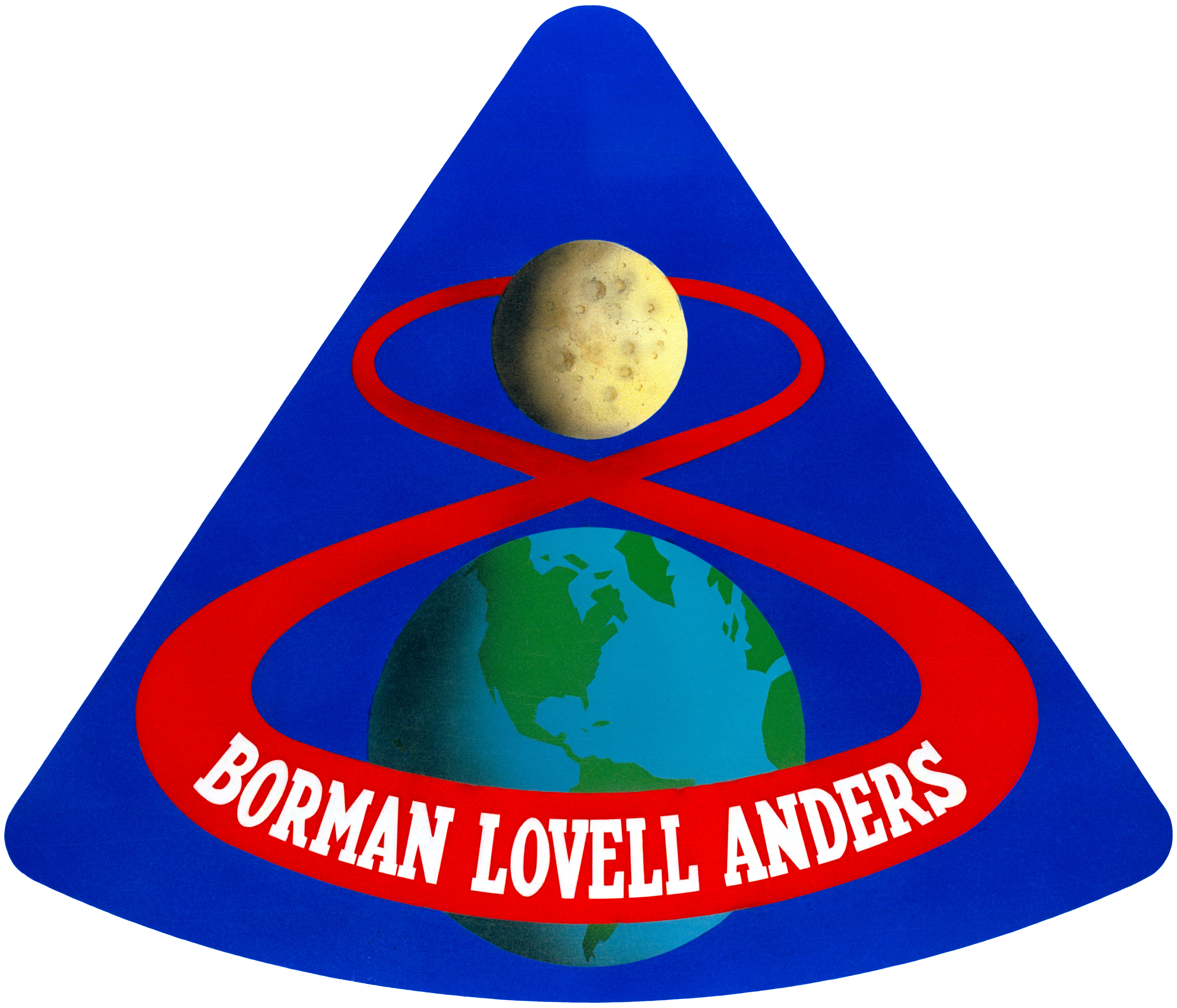
Apollo 8 – pierwszy załogowy orbiter Księżyca

- - Apollo 8 – 21 grudnia 1968 – pierwszy załogowy orbiter Księżyca
- 1969
  - Wenera 5 – 5 stycznia 1969 – sonda na Wenus
  - Wenera 6 – 10 stycznia 1969 – sonda na Wenus
  - Zond 1969A – 20 stycznia 1969 – próba przelotu w pobliżu Księżyca i powrotu na Ziemię (niepowodzenie przy starcie)
  - Łuna 1969A – 19 lutego 1969 – próba łazika księżycowego (?) (niepowodzenie przy starcie)
  - Zond L1S-1 – 21 lutego 1969 – próba orbitera księżyca (niepowodzenie przy starcie)
  - Mariner 6 – 25 lutego 1969 – przelot w pobliżu Marsa
  - Mariner 7 – 27 marca 1969 – przelot w pobliżu Marsa
  - Mars 1969A – 27 marca 1969 – próba orbitera Marsa (niepowodzenie przy starcie)
  - Mars 1969B – 2 kwietnia 1969 – próba orbitera Marsa (niepowodzenie przy starcie)
  - Łuna 1969B – 15 kwietnia 1969 – planowane lądowanie na Księżycu, pobranie próbek i powrót na Ziemię (?) (niepowodzenie przy starcie)
  - Apollo 10 – 18 maja 1969 – załogowy orbiter Księżyca
  - Łuna 1969C – 14 czerwca 1969 – próba lądowania na Księżycu, pobrania próbek i powrotu na Ziemię? (niepowodzenie przy starcie)
  - Zond L1S-2 – 3 lipca 1969 – próba orbitera Księżyca (niepowodzenie przy starcie)
  - Łuna 15 – 13 lipca 1969 – orbiter Księżyca (Próba lądownika księżycowego?)

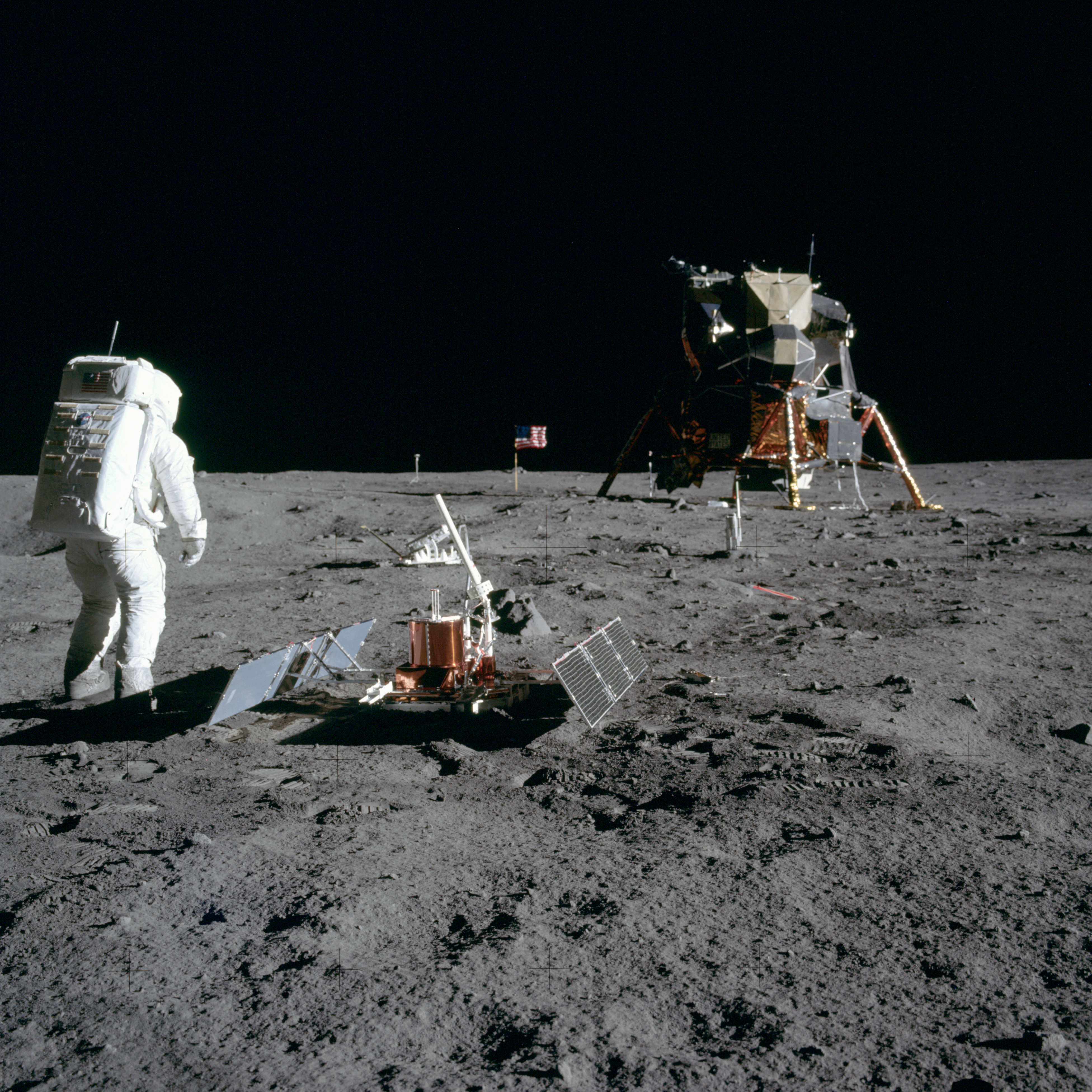
Apollo 11 – pierwsze załogowe lądowanie na Księżycu

- - Apollo 11 – 20 lipca 1969 – pierwsze załogowe lądowanie na Księżycu
  - Zond 7 – 7 sierpnia 1969 – przelot w pobliżu Księżyca i powrót na Ziemię
  - Kosmos 300 – 23 września 1969 – próba lądowania na Księżycu, pobrania próbek i powrotu na Ziemię (?) (niepowodzenie przy starcie)
  - Kosmos 305 – 22 października 1969 – planowane lądowanie na Księżycu, pobranie próbek i powrót na Ziemię (?) (niepowodzenie przy starcie)
  - Apollo 12 – 14 listopada 1969 – załogowe lądowanie na Księżycu
- 1970
  - Łuna 1970A – 6 lutego 1970 – planowane lądowanie na Księżycu, pobranie próbek i powrót na Ziemię (?) (niepowodzenie przy starcie)
  - Łuna 1970B – 19 lutego 1970 – próba umieszczenia sondy na orbicie Księżyca (?) (niepowodzenie przy starcie)
  - Apollo 13 – 11 kwietnia 1970 – pierwszy przelot załogowy w pobliżu Księżyca i powrót na Ziemię (misja załogowego lądowania na Księżycu przerwana)

- - Wenera 7 – 17 sierpnia 1970 –  pierwszy lądownik na Wenus
  - Kosmos 359 – 22 sierpnia 1970 – próba: próbnik na Wenus
  - Łuna 16 – 12 września 1970 – udane lądowanie na Księżycu, pobranie próbek i powrót na Ziemię
  - Zond 8 – 20 października 1970 – przelot w pobliżu Księżyca i powrót na Ziemię
  - Łuna 17 / Łunochod 1 – 10 listopada 1970 – pierwszy łazik księżycowy

## 1971-1980
- 1971
  - Apollo 14 – 31 stycznia 1971 – załogowe lądowanie na Księżycu
  - Salut 1 - 19 kwietnia 1971 - pierwsza stacja kosmiczna
  - Mariner 8 – 8 maja 1971 – próba umieszczenia sondy na orbicie Marsa (niepowodzenie przy starcie)
  - Kosmos 419 – 10 maja 1971 – próba orbitera i lądownika Marsa, sonda nie opuściła orbity okołoziemskiej
  - Mariner 9 – 30 maja 1971 – pierwszy orbiter Marsa
  - Mars 2 – 19 maja 1971 – próba lądownika; Pierwsze uderzenie w powierzchnię Marsa
  - Mars 3 – 28 maja 1971 – sonda na orbicie Marsa; pierwszy lądownik na Marsie i pierwszy próbnik atmosferyczny na Marsie
  - Apollo 15 – 26 lipca 1971 – załogowe lądowanie na Księżycu
  - Łuna 18 – 2 września 1971 – planowane lądowanie na Księżycu, pobranie próbek i dostarczenie ich na Ziemię (niepowodzenie przy starcie)
  - Łuna 19 – 28 września 1971 – orbiter Księżyca
- 1972
  - Łuna 20 – 14 lutego 1972 – pobranie próbek na Księżycu i dostarczenie ich na Ziemię
  - Pioneer 10 – 3 marca 1972 – pierwszy przelot w pobliżu Jowisza i pierwszy statek, który osiągnął prędkość ucieczki z Układu Słonecznego (łączność zerwana)
  - Wenera 8 – 27 marca 1972 – sonda na Wenus
  - Kosmos 482 – 31 marca 1972 – próba wysłania sondy na Wenus
  - Apollo 16 – 16 kwietnia 1972 – załogowe lądowanie na Księżycu
  - Sojuz L3 – 23 listopada 1972 – planowany lot na orbitę Księżyca (niepowodzenie przy starcie)
  - Apollo 17 – 7 grudnia 1972 – ostatnie załogowe lądowanie na Księżycu
- 1973
  - Łuna 21 / Łunochod 2 – 8 stycznia 1973 – łazik księżycowy
  - Pioneer 11 – 6 kwietnia 1973 – przelot w pobliżu Jowisza i pierwszy przelot w pobliżu Saturna
  - Skylab – 14 maja 1973 – amerykańska stacja kosmiczna na orbicie okołoziemskiej
  - Explorer 49 – 10 czerwca 1973 – orbiter Księżyca; radioastronomia
  - Mars 4 – 21 lipca 1973 – przelot w pobliżu Marsa (próba wejścia na orbitę)
  - Mars 5 – 25 lipca 1973 – orbiter Marsa
  - Mars 6 – 5 sierpnia 1973 – próba lądowania na Marsie (utracono kontakt)
  - Mars 7 – 9 sierpnia 1973 – przelot w pobliżu Marsa (próba lądownika)
  - Mariner 10 – 4 listopada 1973 – przelot w pobliżu Wenus; pierwszy przelot w pobliżu Merkurego
- 1974
  - Łuna 22 – 2 czerwca 1974 – orbiter Księżyca
  - Łuna 23 – 28 października 1974 – próba dostarczenia próbek z Księżyca na Ziemię
- 1975
  - Wenera 9 – 8 czerwca 1975 – pierwsze wejście na orbitę Wenus i lądowanie
  - Wenera 10 – 14 czerwca 1975 – wejście na orbitę Wenus i lądowanie
  - Viking 1 – 20 sierpnia 1975 – wejście na orbitę Marsa i lądowanie
  - Viking 2 – 9 września 1975 – wejście na orbitę Marsa i lądowanie
  - Łuna 1975A – 16 października 1975 – próba dostarczenia próbek z Księżyca na Ziemię (?)
- 1976
  - Helios 2 – 15 stycznia 1976 – największe zbliżenie do Słońca
  - Łuna 24 – 9 sierpnia 1976 – pobranie próbek z Księżyca i dostarczenie ich na Ziemię
- 1977
  - Voyager 2 – 20 sierpnia 1977 – przelot w pobliżu Jowisza i Saturna, pierwszy przelot w pobliżu Urana; pierwszy przelot w pobliżu Neptuna
  - Voyager 1 – 5 września 1977 – przelot w pobliżu Jowisza i Saturna, pierwsza sonda kosmiczna, która znalazła się w przestrzeni międzygwiezdnej
- 1978
  - Pioneer Venus 1 – 20 maja 1978 – orbiter Wenus
  - Pioneer Venus 2 – 8 sierpnia 1978 – próbniki na Wenus
  - International Cometary Explorer – 12 sierpnia 1978 – przelot w pobliżu komety Giacobiniego-Zinnera i Komety Halleya – pierwszy przelot w pobliżu komety
  - Wenera 11 – 9 września 1978 – orbiter Wenus i lądownik
  - Wenera 12 – 14 września 1978 – orbiter Wenus i lądownik

## 1981-1990
- 1981
  - Wenera 13 – 30 października 1981 – orbiter Wenus i lądownik
  - Wenera 14 – 4 listopada 1981 – orbiter Wenus i lądownik
- 1983
  - Wenera 15 – 2 czerwca 1983 – orbiter Wenus
  - Wenera 16 – 7 czerwca 1983 – orbiter Wenus
- 1984
  - Wega 1 – 15 grudnia 1984 – lądownik i balon na Wenus; przelot w pobliżu Komety Halleya
  - Wega 2 – 21 grudnia 1984 – lądownik i balon na Wenus; przelot w pobliżu Komety Halleya
- 1985
  - Sakigake – 7 stycznia 1985 – przelot w pobliżu Komety Halleya
  - Giotto – 2 lipca 1985 – przelot w pobliżu Komety Halleya
  - Suisei – 18 sierpnia 1985 – przelot w pobliżu Komety Halleya
- 1988
  - Fobos 1 – 7 lipca 1988 – próba orbitera Marsa / próba lądowników na Fobosie
  - Fobos 2 – 12 lipca 1988 – orbiter Marsa / próba lądowników na Fobosie
- 1989
  - Magellan – 4 maja 1989 – orbiter Wenus
  - Galileo – 18 października 1989 – pierwszy przelot w pobliżu planetoidy, pierwsza obserwacja księżyca planetoidy, pierwszy orbiter Jowisza i pierwszy próbnik w atmosferze Jowisza
- 1990
  - Hiten – 24 stycznia 1990 – przelot w pobliżu Księżyca i umieszczenie na orbicie
  - Kosmiczny Teleskop Hubble’a – 25 kwietnia 1990 – pierwszy teleskop kosmiczny
  - Ulysses – 6 października 1990 – przelot w pobliżu Jowisza oraz Solar Polar Orbiter

## 1991-2000
- 1992
  - Mars Observer – 25 września 1992 – próba umieszczenia statku na orbicie Marsa (utracono kontakt)
- 1994
  - Clementine – 25 stycznia 1994 – orbiter Księżyca / próba przelotu w pobliżu planetoidy
- 1995
  - SOHO – 2 grudnia 1995 – obserwacja Słońca
- 1996
  - NEAR Shoemaker – 17 lutego 1996 – pierwszy przelot w pobliżu planetoidy bliskiej Ziemi, pierwszy orbiter wokół planetoidy i pierwsze lądowanie na powierzchni planetoidy Eros
  - Mars Global Surveyor – 7 listopada 1996 – orbiter Marsa
  - Mars 96 – 16 listopada 1996 – próba wejścia na orbitę / lądowania na Marsie
  - Mars Pathfinder – 4 grudnia 1996 – lądownik na Marsie i pierwszy działający łazik na Marsie
- 1997
  - Cassini-Huygens – 15 października 1997 – orbiter Saturna oraz lądownik i próbnik na Tytanie, pierwszy orbiter Saturna, pierwszy lądownik na Tytanie
  - AsiaSat 3/HGS-1 – 24 grudnia 1997 – przelot w pobliżu Księżyca
- 1998
  - Lunar Prospector – 7 stycznia 1998 – orbiter Księżyca
  - Nozomi (Planet-B) – 3 lipca 1998 – próba umieszczenia statku na orbicie Marsa (nie wszedł na orbitę Marsa)
  - Deep Space 1 (DS1) – 24 października 1998 – przelot w pobliżu planetoidy i komety
  - Mars Climate Orbiter – 11 grudnia 1998 – próba umieszczenia orbitera wokół Marsa
- 1999
  - Mars Polar Lander – 3 stycznia 1999 – próba lądowania na Marsie (prawdopodobnie awaria oprogramowania)
    - Deep Space 2 (DS2) – 3 stycznia 1999 – zrzucenie miniaturowych próbników na powierzchnię Marsa (brak kontaktu)

  - Stardust – 7 lutego 1999 – pierwsze pobranie i dostarczenie próbek komy komety

## 2001-2010
- 2001
  - 2001 Mars Odyssey – 7 kwietnia 2001 – orbiter Marsa
  - Genesis – 8 sierpnia 2001 – pierwsze pobranie i dostarczenie próbek wiatru słonecznego
- 2002
  - CONTOUR – 3 lipca 2002 – nieudana próba przelotu w pobliżu trzech komet
- 2003
  - Hayabusa (Muses-C) – 9 maja 2003 – lądowanie na powierzchni planetoidy, pobranie próbek i dostarczenie ich na Ziemię (powrót – 13 czerwca 2010)
  - Mars Exploration Rovers – 10 czerwca/7 lipca 2003 – dwa łaziki na Marsie (Spirit i Opportunity)
  - Mars Express – 1 czerwca 2003 – orbiter Marsa / nieudane lądowanie lądownika Beagle 2
  - Kosmiczny Teleskop Spitzera – 25 sierpnia 2003 – teleskop kosmiczny na orbicie okołosłonecznej
  - SMART-1 – 27 września 2003 – orbiter Księżyca
- 2004
  - Rosetta – 2 marca 2004 – wejście na orbitę i lądowanie na powierzchni komety (lądowanie – 12 listopada 2014)
  - MESSENGER – 3 sierpnia 2004 – orbiter Merkurego
- 2005
  - Deep Impact – 12 stycznia 2005 – pierwsze uderzenie w powierzchnię komety
  - Mars Reconnaissance Orbiter – 12 sierpnia 2005 – orbiter Marsa
  - Venus Express – 9 listopada 2005 – okołobiegunowy orbiter Wenus
- 2006
  - New Horizons – 19 stycznia 2006 – pierwszy przelot w pobliżu Plutona, Charona i przez pas Kuipera 14 lipca 2015[1]
  - Hinode (Solar-B) – 22 września 2006 – orbiter Słońca
  - STEREO – 26 października 2006 – dwie sondy na orbicie Słońca
- 2007
  - Phoenix – 4 sierpnia 2007 – lądownik marsjański
  - Kaguya (SELENE) – 14 września 2007 – orbiter Księżyca
  - Dawn – 27 września 2007 – wejście na orbitę Ceres i Westy
  - Chang’e 1 – 24 października 2007 – orbiter Księżyca
- 2008
  - Chandrayaan-1 – 22 października 2008 – orbiter Księżyca
- 2009
  - Kepler – 7 marca 2009 – misja poszukiwania pozasłonecznych planet skalistych
  - Teleskop Herschela i Planck – 14 maja 2009 – teleskopy kosmiczne
  - Lunar Reconnaissance Orbiter – 18 czerwca 2009 – okołobiegunowy orbiter Księżyca, badanie okolic biegunów
- 2010
  - Solar Dynamics Observatory – 11 lutego 2010 – obserwacje Słońca
  - Akatsuki (PLANET-C) – 20 maja 2010 – orbiter Wenus, nieudane wejście na orbitę Wenus w 2010, kolejna próba w 2016-2017 r.
  - PICARD – 15 czerwca 2010 – obserwacje Słońca
  - Chang’e 2 – 1 października 2010 – orbiter Księżyca, przelot obok planetoidy (4179) Toutatis

## 2011-2020
- 2011
  - Juno – 5 sierpnia 2011 – orbiter Jowisza
  - GRAIL (Gravity Recovery and Interior Laboratory) – 10 września 2011 – dwa orbitery Księżyca
  - Fobos-Grunt i Yinghuo-1 – 8 listopada 2011 – misja rosyjsko-chińska, planowane pobranie próbek Fobosa i dostarczenie ich na Ziemię; orbiter Marsa; sonda nie opuściła orbity Ziemi i spłonęła w atmosferze
  - Mars Science Laboratory – 26 listopada 2011 – lądownik Marsa i łazik marsjański (Curiosity)
- 2013
  - LADEE – 7 września 2013 – badania śladowej atmosfery Księżyca
  - Mars Orbiter Mission – 5 listopada 2013 – indyjski orbiter Marsa
  - MAVEN – 18 listopada 2013 – badania atmosfery, klimatu i pogody na Marsie
  - Chang’e 3 – 1 grudnia 2013 – lądownik i łazik księżycowy
- 2014
  - Chang’e 5-T1 – 23 października 2014 – test kapsuły powrotnej sondy księżycowej Chang’e 5, oblot Księżyca, powrót kapsuły na Ziemię (moduł serwisowy pozostał na orbicie)
  - Hayabusa 2 – 3 grudnia 2014 – lądowanie na planetoidzie (162173) Ryugu, pobranie próbek skał i dostarczenie ich na Ziemię
- 2016
  - ExoMars – 14 marca 2016 – pierwsza misja, orbiter TGO na orbicie Marsa, lądownik Schiaparelii 19 października rozbił się na powierzchni Marsa.
  - OSIRIS-REx – 8 września 2016 – planetoida (101955) Bennu, pobranie próbek i powrót na Ziemię
- 2018
  - start rakiety Falcon Heavy – 6 lutego 2018 – SpaceX udanie wystrzelił samochód (Tesla Roadster z manekinem w skafandrze kosmicznym w fotelu kierowcy) na orbitę heliocentryczną (okołosłoneczną).
  - InSight – 5 maja 2018 – lądownik Marsa
  - Parker Solar Probe – 12 sierpnia 2018 – orbiter Słońca, planowane największe w historii zbliżenia sondy do Słońca
  - BepiColombo – 20 października 2018 – dwa orbitery Merkurego; wspólna misja ESA i JAXA
  - Chang’e 4 – 7 grudnia 2018 – lądownik księżycowy; pierwsze lądowanie na niewidocznej stronie Księżyca
- 2019
  - Chandrayaan-2 – 22 lipca 2019 – orbiter Księżyca; lądownik rozbił się na powierzchni Księżyca
  - Początek programu Starlink – 11 listopada 2019 – pierwsze wystrzelenie satelitów Starlink na niską orbitę okołoziemską za pomocą rakiety Falcon 9

- 2020
  - Solar Orbiter – 10 lutego 2020 – orbiter Słońca
  - SpaceX DM-2 – 30 maja 2020 – pierwsza załogowa misja prywatnej agencji kosmicznej (SpaceX) na MSK, pierwsza załogowa misja wystrzelona z terytorium USA od prawie dekady
  - Mars 2020 – 30 lipca 2020 – łazik marsjański NASA
  - SpaceX Crew-1 – 16 listopada (UTC) 2020 – pierwsza regularna wymiana załogi na ISS przez SpaceX
  - Chang’e 5 – 23 listopada 2020 – chińska sonda księżycowa; pobranie próbek gruntu i powrót na Ziemię

## 2021-2030
- 2021
  - Kosmiczny Teleskop Jamesa Webba – teleskop kosmiczny
  - DART – uderzenie sondy w powierzchnię księżyca planetoidy podwójnej (65803) Didymos
  - Lucy – przeloty obok planetoid pasa głównego i planetoid trojańskich
- 2022
  - Psyche – sztuczny satelita planetoidy (16) Psyche
- 2023
  - Jupiter Icy Moon Explorer (JUICE) – badanie księżyców Jowisza
- 2024
  - Europa Clipper – sonda NASA do badania Europy – księżyca Jowisza

## Planowane misje
- 2026
  - Venus Life Finder - pierwsza prywatna misja na inną planetę (Wenus)
- 2028
  - Dragonfly – sonda latająca (wiropłat) nad powierzchnią Tytana
  - ExoMars – druga część programu badania Marsa: łazik marsjański

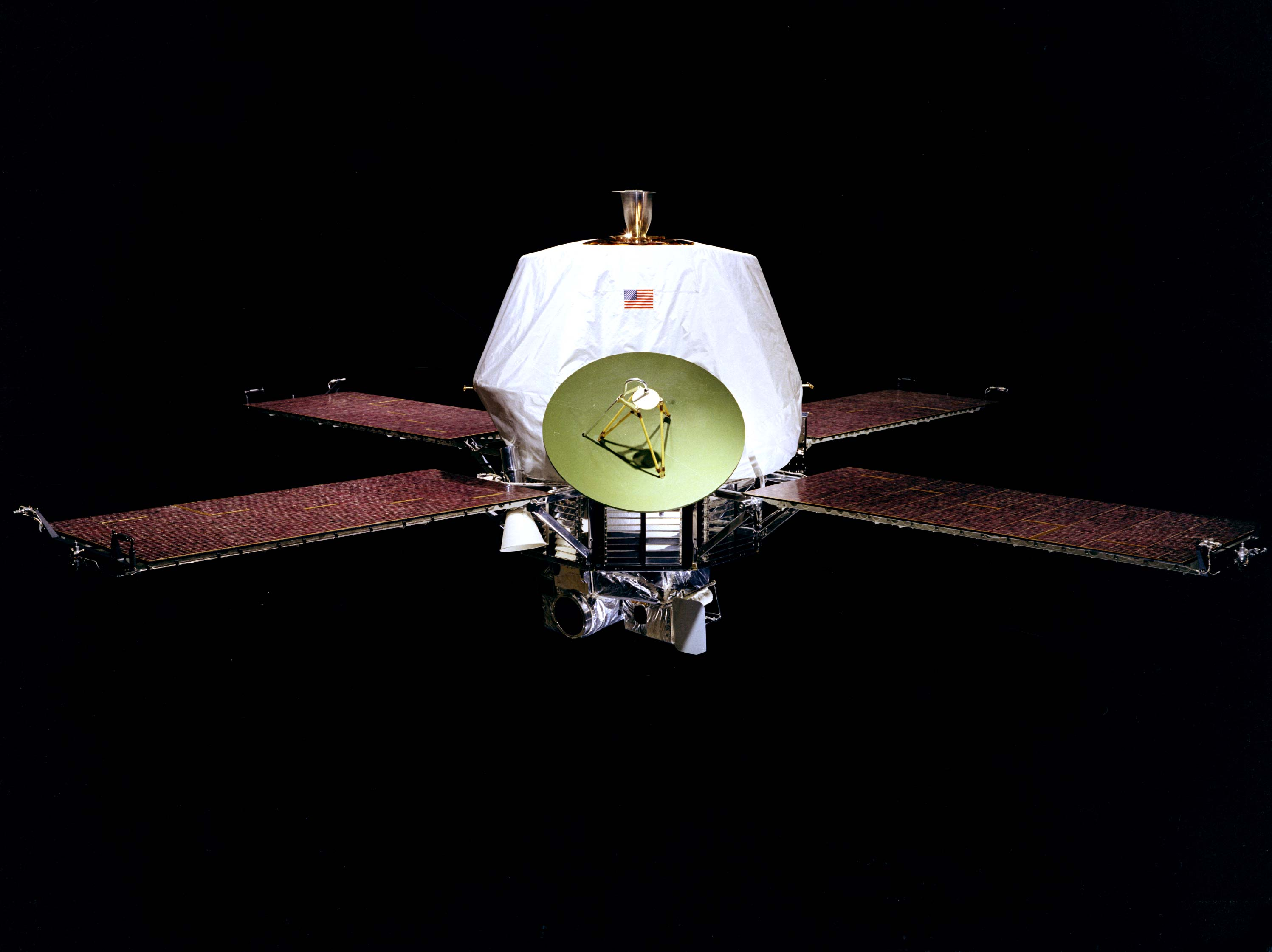
Mariner 9 pierwszy orbiter Marsa
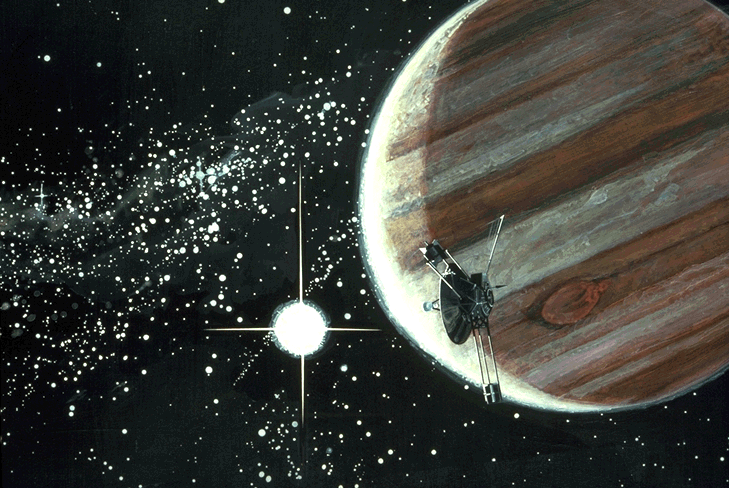
Pioneer 10 pierwszy przelot w pobliżu Jowisza, pierwsza sonda, która opuści Układ Słoneczny
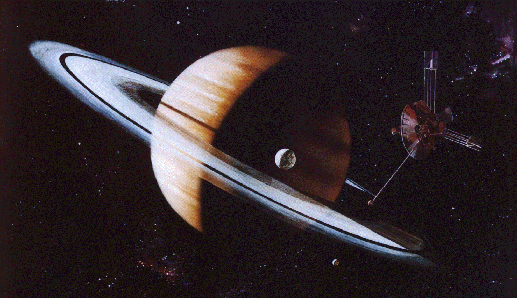
Pioneer 11 pierwszy przelot w pobliżu Saturna
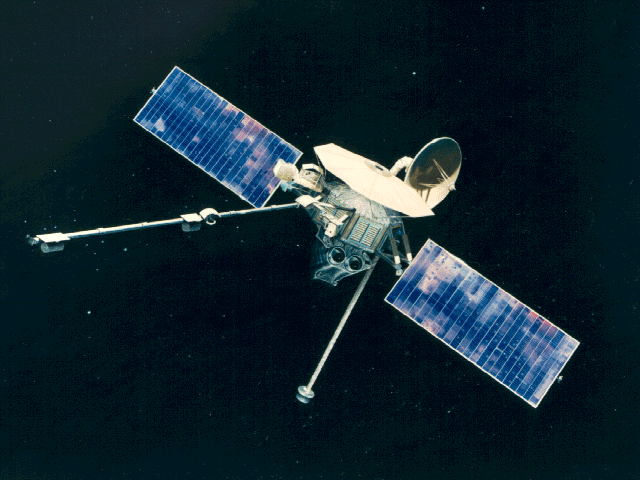
Mariner 10 pierwszy przelot w pobliżu Merkurego
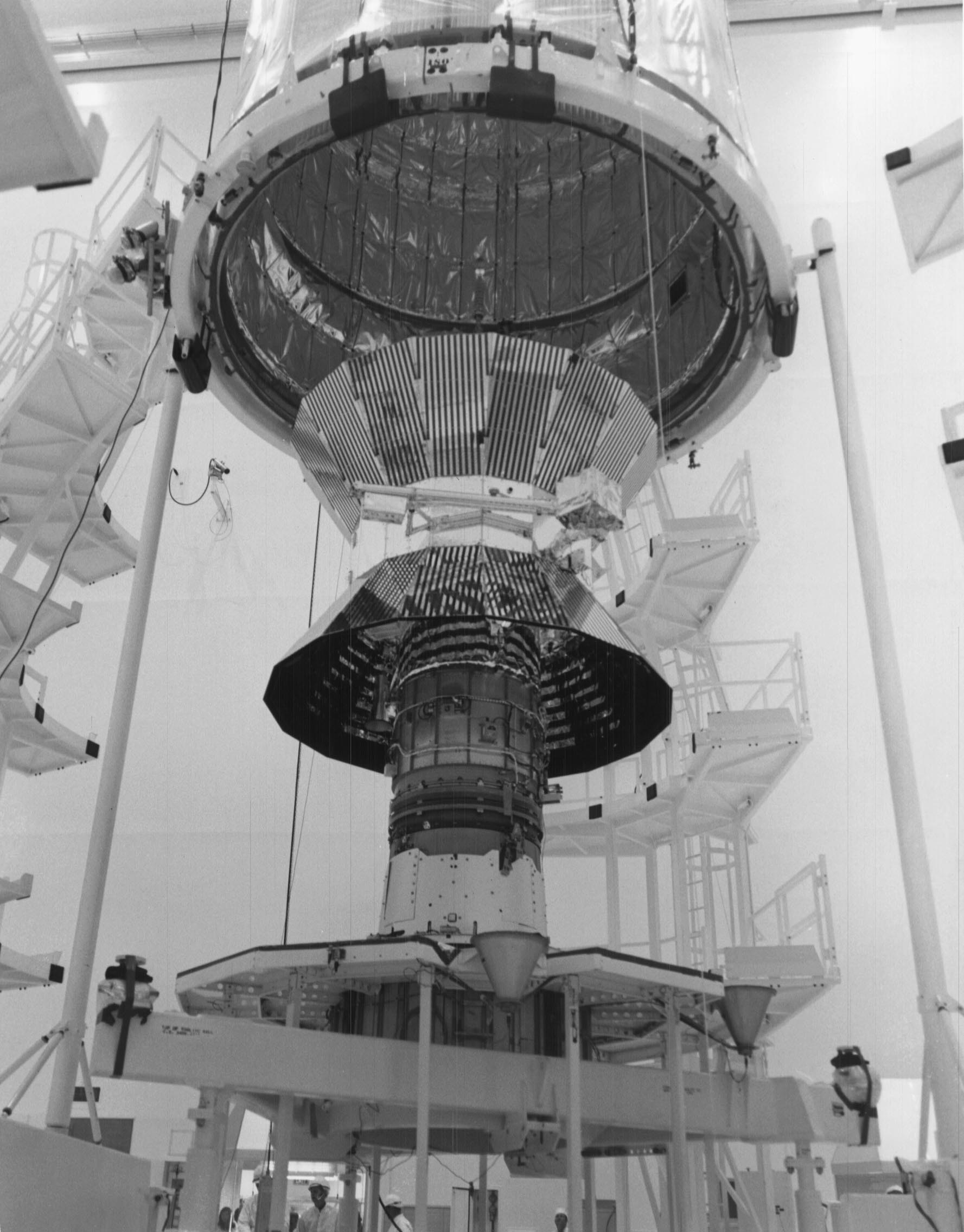
Helios 2 największe zbliżenie do Słońca
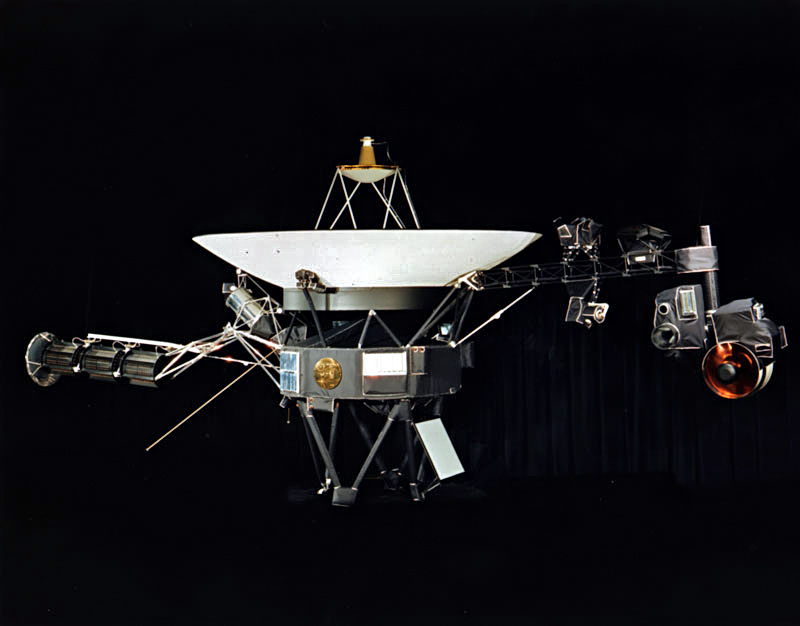
Voyager 2 pierwszy przelot w pobliżu Urana, pierwszy przelot w pobliżu Neptuna
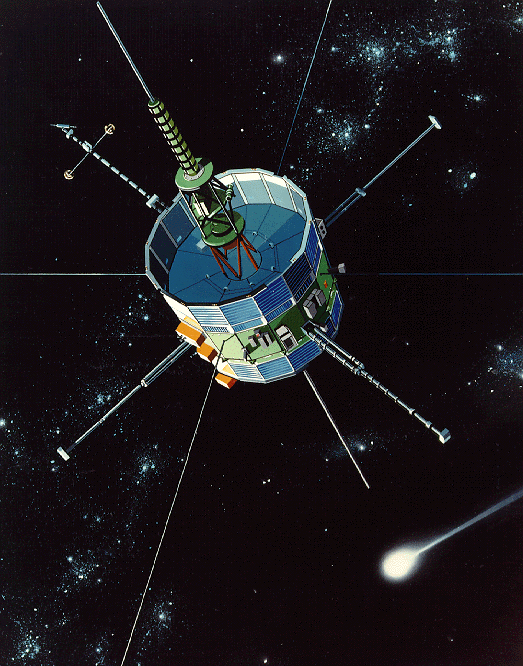
International Cometary Explorer pierwszy przelot w pobliżu komety
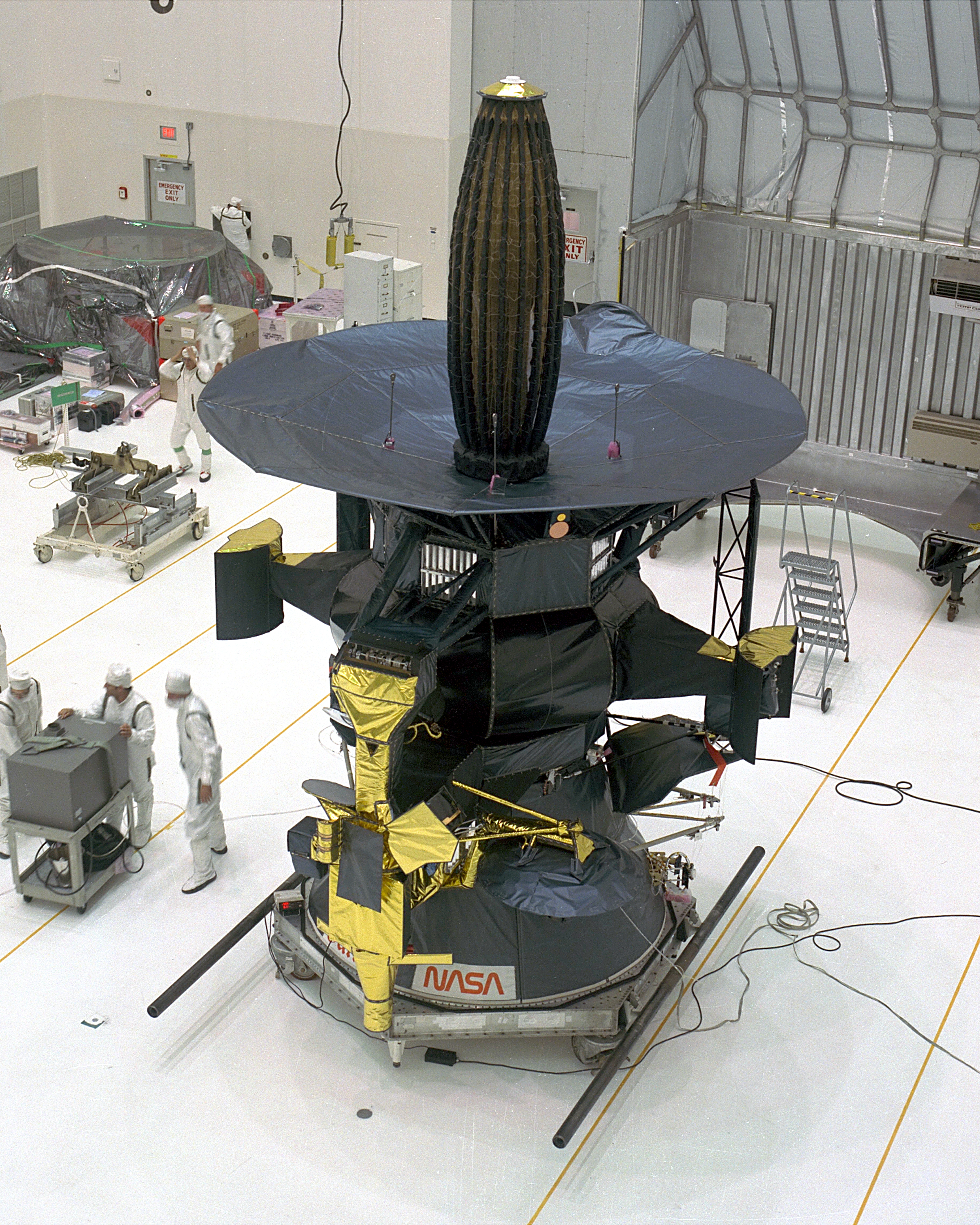
Galileo pierwszy przelot w pobliżu planetoidy, pierwsze odkrycie satelity planetoidy, pierwszy orbiter Jowisza, pierwszy próbnik atmosfery Jowisza
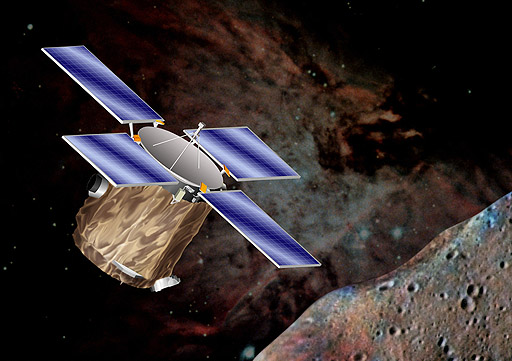
NEAR Shoemaker pierwszy przelot w pobliżu planetoidy bliskiej Ziemi, pierwszy orbiter planetoidy, pierwsze lądowanie na powierzchni planetoidy
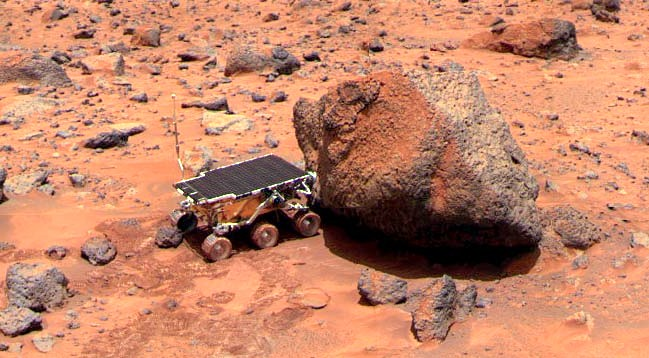
Mars Pathfinder pierwszy łazik na Marsie
Cassini-Huygens pierwszy orbiter Saturna
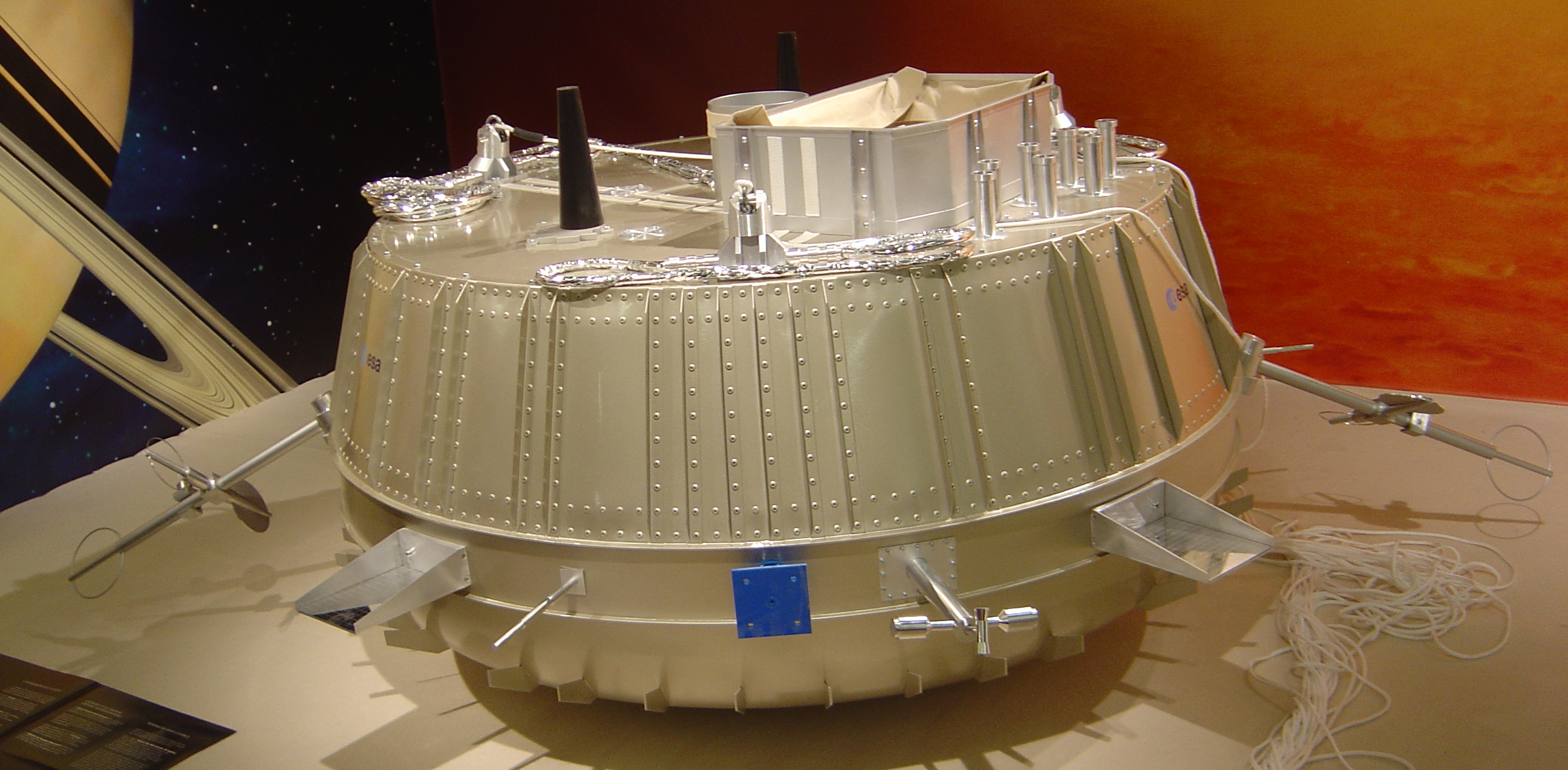
Huygens pierwszy lądownik na Tytanie
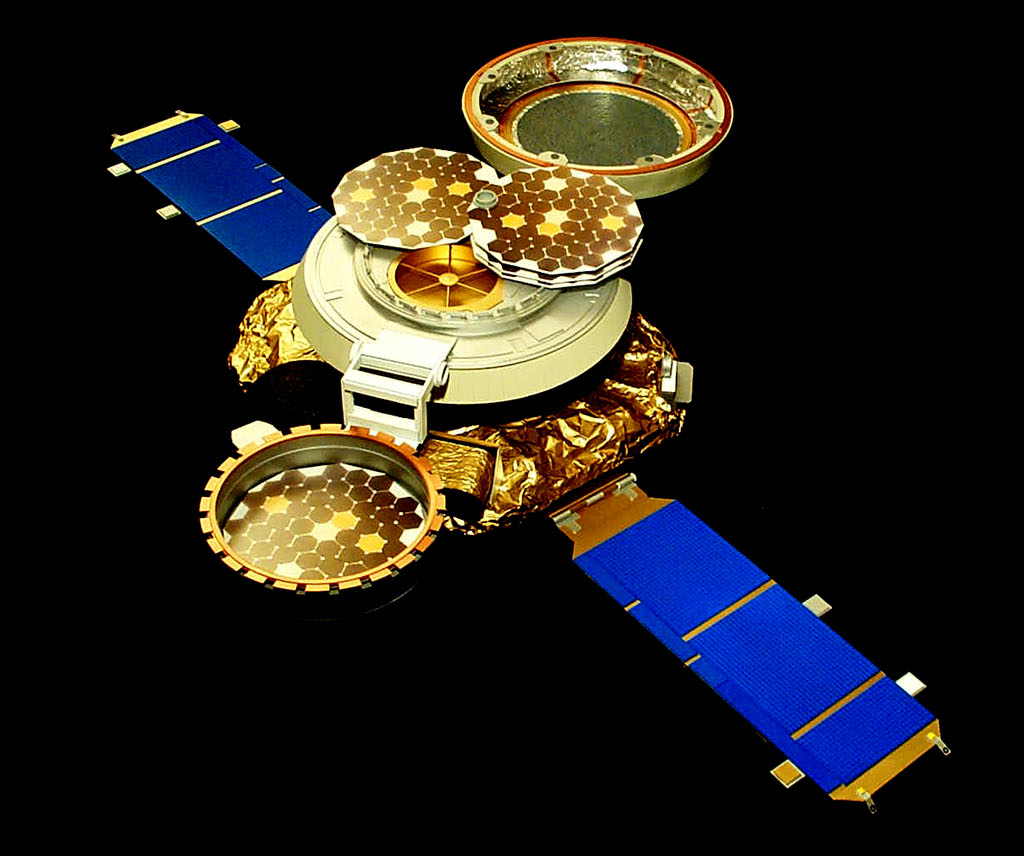
Genesis pierwsze pobranie i dostarczenie na Ziemię próbek wiatru słonecznego
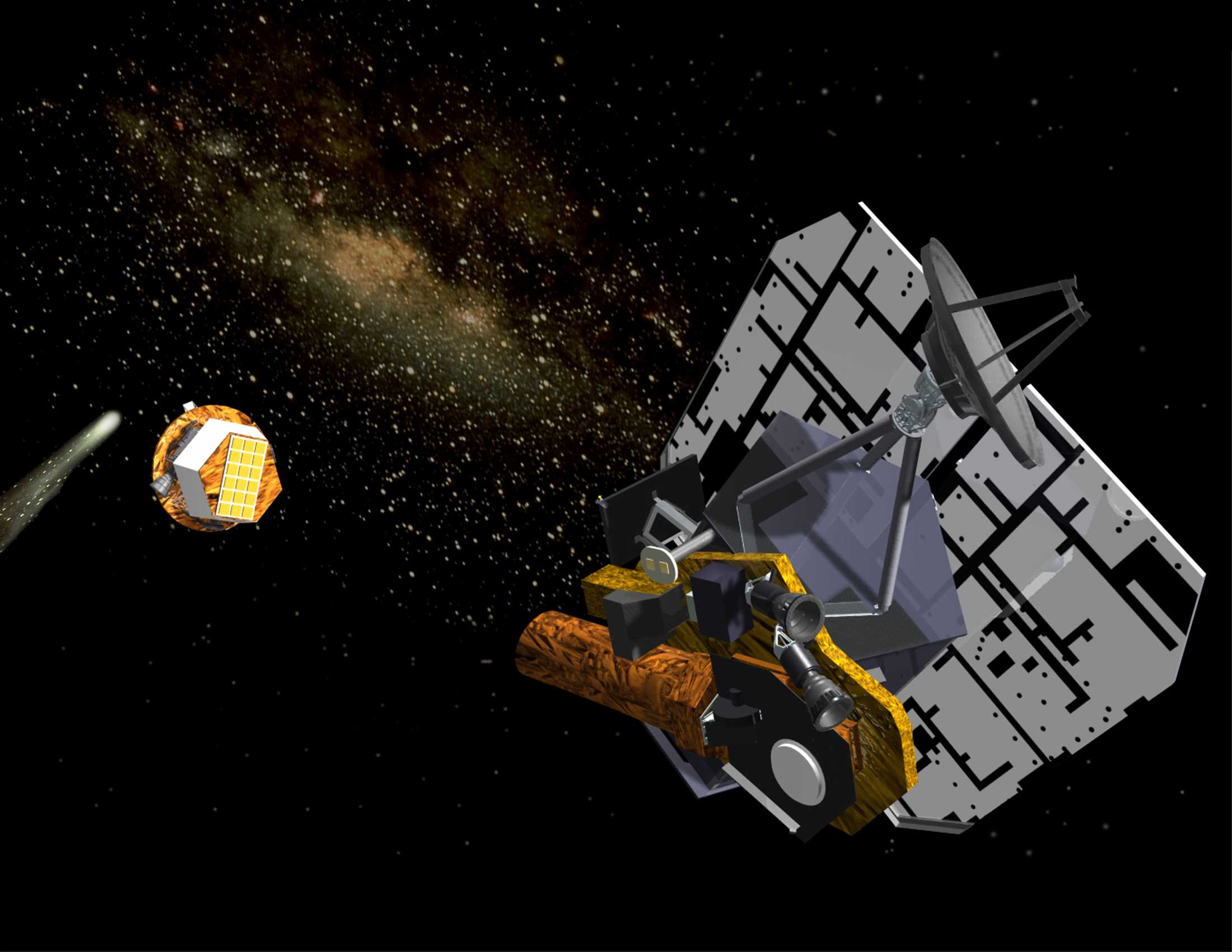
Deep Impact pierwsze uderzenie w kometę

- Galileo
pierwszy przelot w pobliżu planetoidy,
pierwsze odkrycie satelity planetoidy,
pierwszy orbiter Jowisza,
pierwszy próbnik atmosfery Jowisza
- NEAR Shoemaker
pierwszy przelot w pobliżu planetoidy bliskiej Ziemi,
pierwszy orbiter planetoidy,
pierwsze lądowanie na powierzchni planetoidy
- Mars Pathfinder
pierwszy łazik na Marsie
- Cassini-Huygens
pierwszy orbiter Saturna
- Huygens
pierwszy lądownik na Tytanie
- Genesis
pierwsze pobranie i dostarczenie na Ziemię próbek wiatru słonecznego
- Deep Impact
pierwsze uderzenie w kometę